# اثربخشی
اثربخشی (به انگلیسی: Effectiveness) عبارت است از درجه و میزان نِیل به اهداف تعیین شده. به بیان دیگر، اثربخشی نشان می‌دهد که تا چه میزان از تلاش‌های انجام شدهٔ از نتایجِ مورد نظر حاصل شده‌است. این واژه کاربری زیادی در تعریف و اندازه‌گیری بهره‌وری دارد.